# American Primeval
American Primeval är en amerikansk action- och dramaserie som hade premiär på Netflix den 9 januari 2025. Den första säsongen består av sex avsnitt.

## Rollista (i urval)
| Saura Lightfoot-Leon | – Abish Pratt   |
| Taylor Kitsch        | – Isaac         |
| Jai Courtney         | – Virgil Cutter |
| Shea Whigham         | – Jim Bridger   |
| Betty Gilpin         | – Sara Rowell   |
| Dane DeHaan          | – Jacob Pratt   |
| Joe Tippett          | – James Wolsey  |
| Kevin Scott Allen    | – Louis         |